# Oリング

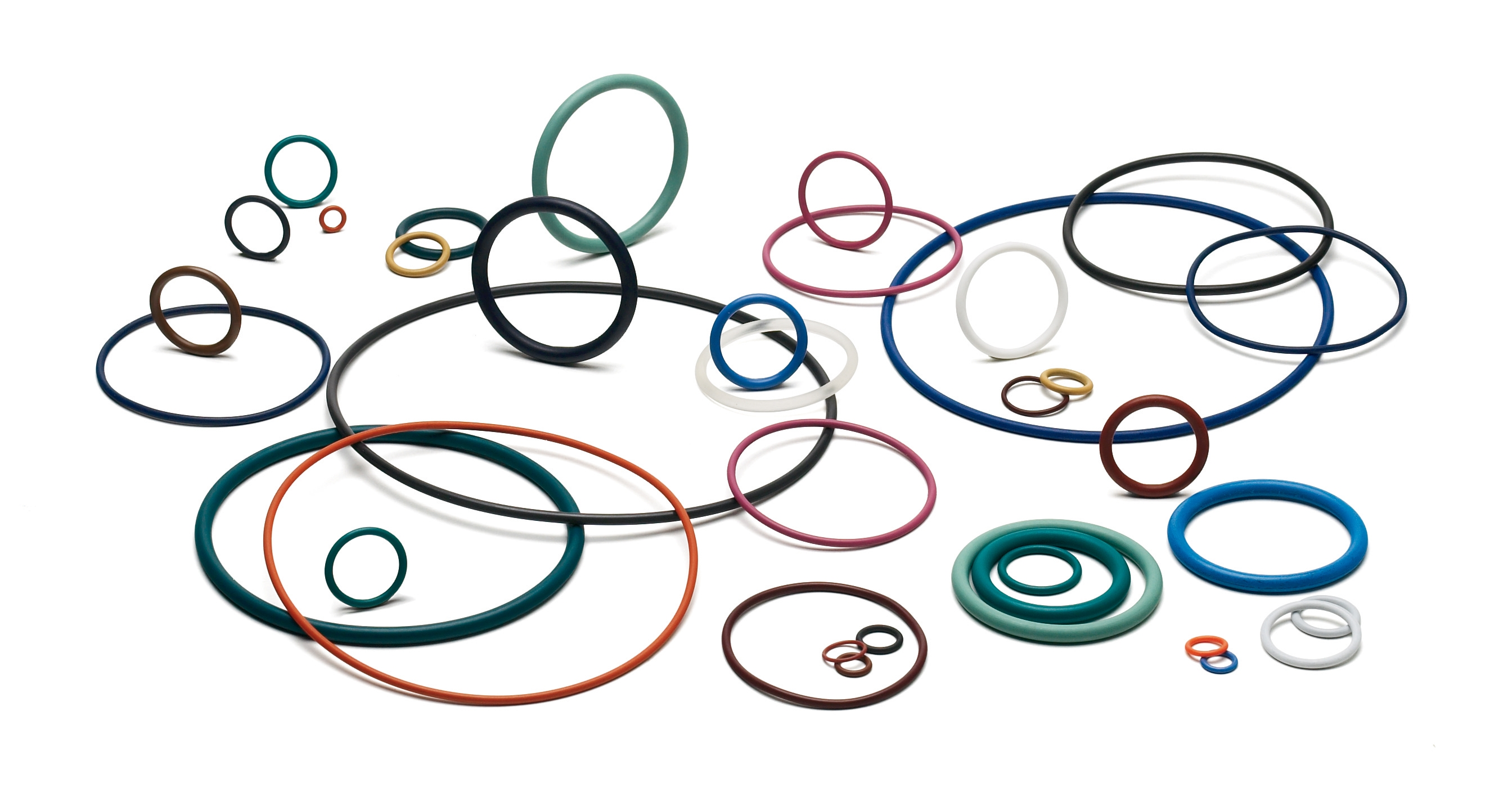
様々な大きさ、太さ、色のOリング

Oリング（オーリング、英語: O-ring）とは、密封（シール）に使用される、断面が円形（O形）の環型をした機械部品。押しつぶして密閉することから、スクイーズタイプのシール（スクイーズパッキン）に分類される。材質にはゴムが使用されるのが一般的である。装置などに気体や液体などの流体が進入することを防止したり、装置内部の流体が外に漏れないようにするために用いられる。

## 原理
Oリングの形状は、Oリング断面円形の「太さ」（線径）と、Oリングの環の「内径」の2つの寸法により基本的に決まる。外筒と内筒のような、2つの部品間に取り付けて、そこで流体の入出を防ぐために使われる。片側の部品に溝を設けるなどして、Oリングに対する「押さえ」（溝）を作り、この押さえでOリングを保持する。このとき、溝によってできるOリングが収まる空間の深さをOリング太さよりも小さくすることで、Oリングを押しつぶす。これにより、Oリングと2つの部品の間には反発力が生じ、これらを密着させることができる。これがOリングの基本となる密閉原理である。
以上のような、Oリングと押えのサイズ差によって押しつぶす単純な原理に加えて、Oリングには「セルフシール」と呼ばれる機構が働く。Oリングが流体を密閉するとき、流体から圧力が作用する。元々のOリングと2つの部品間の反発力に流体からの圧力が加わり、さらに強く密着することになる。セルフシール機構が働く他のシール部品としては、リップタイプのシール（リップパッキン）がある。

## 使用方法
Oリングを含むシール全般の使用方法は固定用と運動用に大別され、固定用はガスケット、運動用はパッキンと呼び分けられる。Oリングは、これらどちらの用途にも使われる。 

### 密閉対象
Oリングによる密閉対象は、流体から気体、真空密閉までに及ぶ。流体の具体例としては、水、機械の作動油や潤滑油、ガソリンや重油などの燃料類、アルコールなどの薬品類、気体の具体例としては、空気、蒸気、液化石油ガス、フロンガスなどがある。密閉流体とOリング材質のそれぞれの化学的特性を考慮して、Oリングの材料が選択される。流体とOリングが適合しない場合、Oリングが硬化、軟化、あるいは溶解、膨潤するといったトラブルが起きる可能性がある。
気体密閉の場合には、Oリングへの潤滑剤塗布が重要となる。真空密閉には流体の浸透を減らすために複数のOリング取り付けが有効となる。Oリングに使用されるゴム材料の中でもブチルゴムが最も気体透過性が低く、真空用によく使用される。

### 固定用・運動用

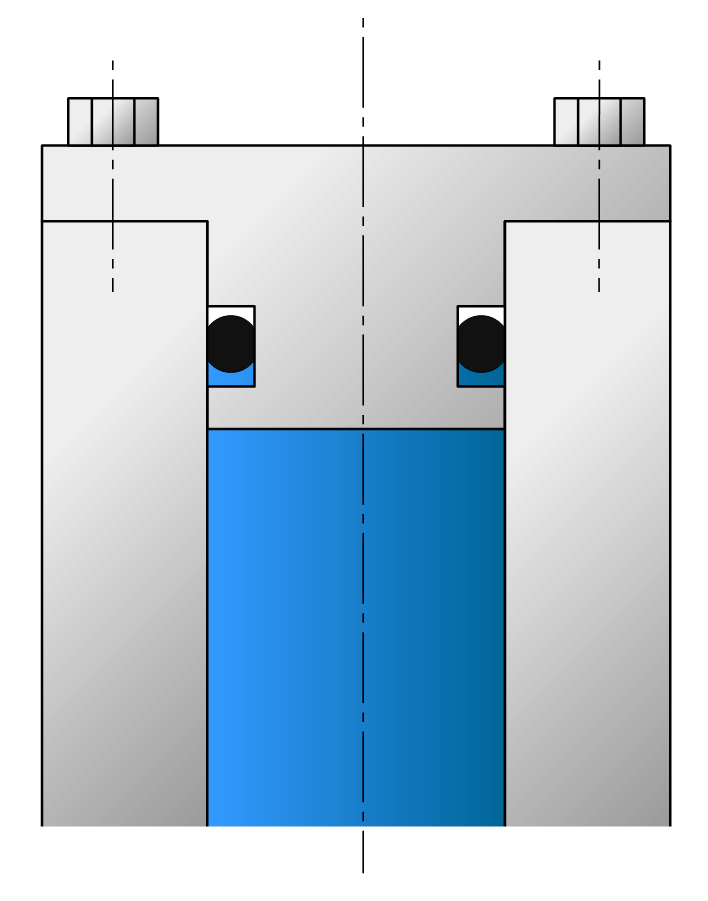
Oリングの固定用としての使用例。黒いOリングが青い部分の流体を閉じ込めている様子。外側では白いバックアップリングがOリングを支えている。

固定用とは、密閉構造を成す部品同士が相対的に動かない状態で、Oリングが使用されることを指す。それぞれの部品はボルトやリベットなどで固定される。円筒形間で密閉する円筒面固定用と平面間で密閉する平面固定用にさらに大別される。
運動用とは、密閉構造を成す部品同士が相対運動する場合に対する使用方法を指す。主に、Oリング軸方向に往復運動する場合に対する用途が多い。ピストンとシリンダーにおける使用が典型例である。その他には、相手材がOリング軸方向回りに回転する場合や、回転運動と往復運動が同時に起こる螺旋運動をする場合などがある。固定用と比較すると、相対運動による摩擦が顕著となり、Oリング損傷の主因となる。また、捩れの発生防止のため、Oリング太さを太くするなどの処置が行われる。
やや特殊な使用方法としては、低負荷のベルトドライブ装置のためのベルトとしてOリングが使用される場合もある。また、部品と部品の衝突を緩和するための緩衝材のような役目としてOリングを設置する使用もある。

### Oリング形状・ハウジング形状

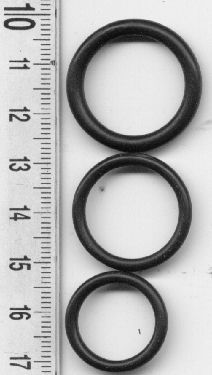
内径 20 mm 前後のOリングの例

後述のように多くの規格でOリングの形状、溝の形状が標準化されている。
環の内径と太さによってOリングの形状が決定される。寸法の具体例としては、JIS規格では運動用Oリングの基準寸法（公称寸法）について、内径を2.8 mmから399.5 mmまで、太さを1.9 mmから8.4 mmまでの範囲で規定している。
ハウジングのために、典型的には密閉する2つの部品のどちらかに四角形の溝が作られる。その他のハウジング形状としては、三角溝、あり溝がある。
Oリングの欠点として、相手部品に押し潰してシールを達成する原理上、相手部品の表面粗さを小さくする必要がある。特に運動用は、固定用以上に表面粗さを抑える必要がある。運動用における摺動面には、算術平均粗さや二乗平均粗さで0.4 μm程度が要求される。

## 材料

### 要求特性
シール対象、使用温度、作用圧力などに応じてOリングの材料が選定される。次のような特性が考慮される。一つの材料で全ての特性を満たすことは無いので、使用環境に応じて材料が選ばれる。
- 低圧縮永久ひずみ
- 耐老化性
- 耐熱性
- 耐寒性
- 耐候性
- 耐引裂性
- 耐摩耗性
- 耐油性
- 耐薬品性
- 気体透過性

Oリング材質の硬さは、Oリングの性能に関わる重要な物性の一つで、ゴム材料のOリングの場合にはデュロメータ硬さタイプA測定値が標準的に指標として使われる。最も柔らかいOリングでHDA 50程度である。

### 具体例

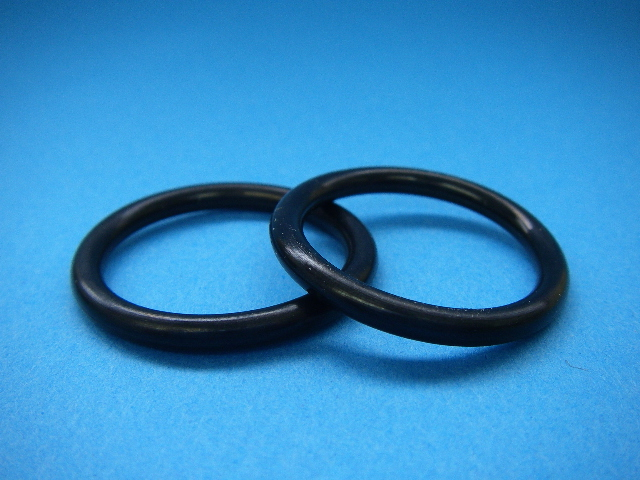
標準的なゴム材料のOリング

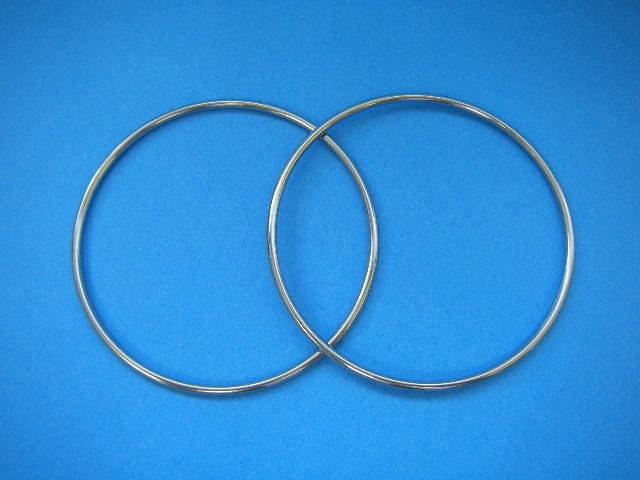
金属Oリング

Oリングの材料にはゴム材料が使用されるのが一般的である。以下に主要な材料とその特性を記す。
ニトリルゴム
汎用Oリングの材料として用いられる。比較的安価なため、使用量は最も多い。特に圧縮永久ひずみが小さい利点を持つ。ただし対候性は低く、日光が直接当たらない環境で使用することが推奨される。耐候性・耐熱性・耐化学薬品性を改良した水素化ニトリルゴムも実用化されているが、一般的なニトリルゴムよりも耐寒性に劣り、コスト高となる。
シリコーンゴム
耐熱性・耐寒性に優れ、おおよそマイナス100℃から250℃に至る非常に幅広い温度域で使用される。欠点としては機械的強度が低く、運動用には推奨されない。
フッ素ゴム
機械強度、対候性、耐老化性など良好だが、特に耐薬品性に優れる。デュポン社のバイトン(ヴァイトン)、さらに耐熱性と耐薬品性を改良した同じくデュポン社のカルレッツが知られる。
ウレタンゴム
Oリングに使用されるゴム材料の中では最も機械的強度が高い。具体的には、引張強さ、引裂強さ、耐摩耗性に優れる。ただし、酸、アルカリ、水などに弱い。
ブチルゴム
気体透過性が低く、真空用によく使用される。ただし、永久圧縮ひずみの発生量が大きいという欠点があり、一般用途には向いていない。
テフロン
ゴム弾性は小さいが、テフロン（ポリテトラフルオロエチレン、PTFE）もOリングに使用される。弾性が低いため溝を分割にする必要がある、塑性変形が大きく再使用はできないなどの欠点がある。 耐薬品性が高く、多くの薬品に対して耐性を持つ
金属（ステンレス鋼、ニッケル合金）
金属を用いたOリングもあり、線の中をくり抜いた中空形状で使用される。ゴム製では実現が難しい、低温・高温・高圧・高真空の環境でシールできる。ステンレス鋼、ニッケル合金（インコネル）が使用され、必要に応じて銀メッキなどの表面処理がなされる。塑性変形のため再使用できない欠点がある。

## はみ出し

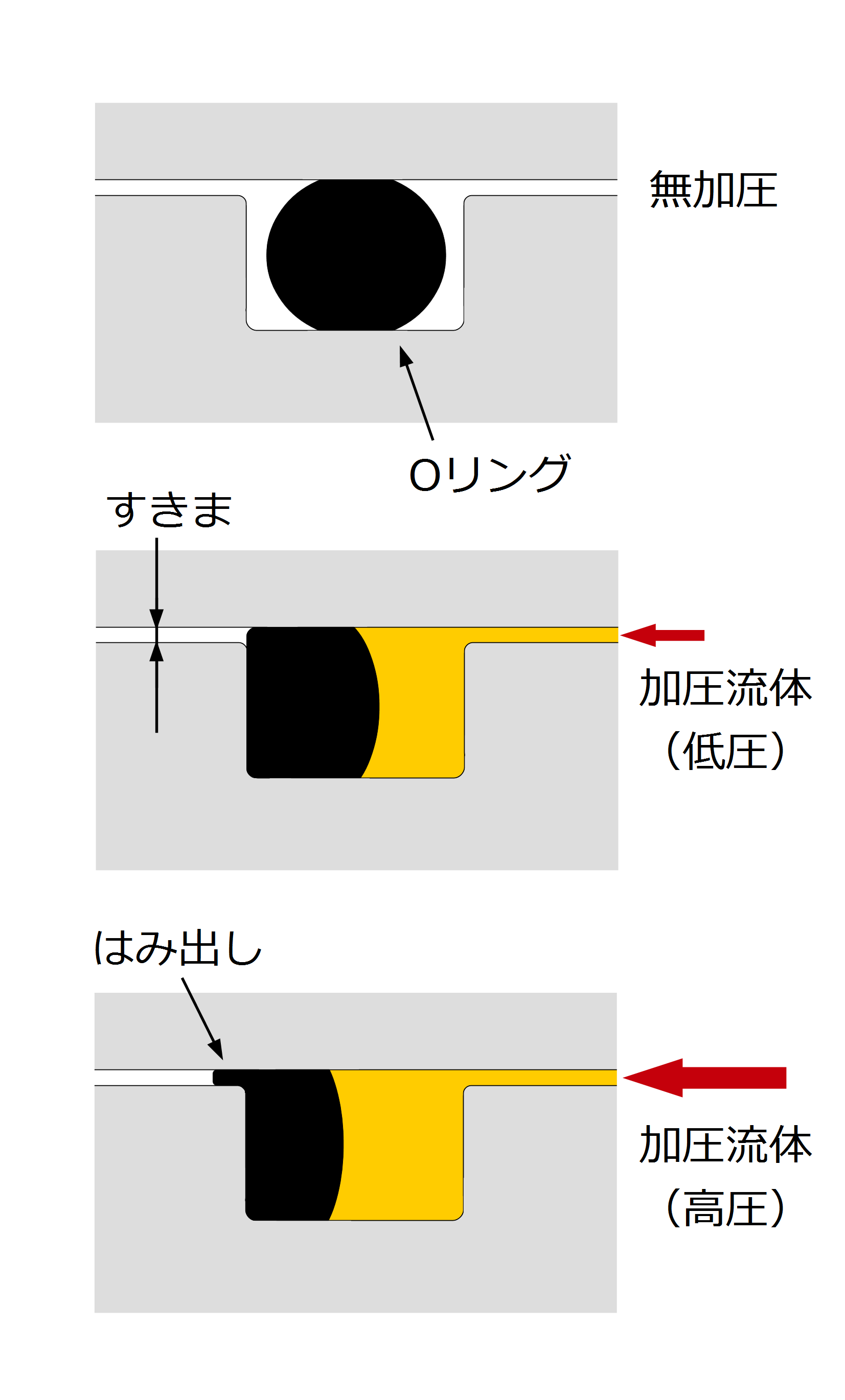
Oリングのはみ出しの概要図

流体の圧力が増すに連れて、Oリングは溝の壁に強く押し付けられる。圧力がOリングの限界を超えて大きい場合、あるいは、すきまが大き過ぎる場合、Oリングは隙間からのはみ出しを起こす。はみ出しが発生すると、そこからOリングがむしれ、本来のシール機能を果たせなくなる。また、すきま量と流体圧力の他に、Oリングの素材硬さもはみ出しの発生に関係する。すなわち、硬いほど、はみ出しが起こりにくくなる。
以上の流体圧力、すきま量、Oリング硬さの関係を一つの線図上に表したものを「はみ出し限界曲線」と呼ぶ。一般的傾向で言えば、すきま量が小さければ、高い流体圧力でもはみ出しが発生しなくなる。逆に、すきま量が大きければ、低い流体圧力でもはみ出しが発生する。はみ出し限界曲線の線図は、横軸にすきま量を取り、縦軸に流体圧力を取り、はみ出しが起こる限界のすきま量と流体圧力を結んで曲線を引いたものとなっている。さらに、Oリング硬さ毎にこの限界曲線は変わるので、各硬さ毎の限界曲線を併記したのが、はみ出し限界曲線の線図である。
はみ出しを防ぐ対策をまとめると、以下のような手段がある。
1. 部品の寸法を見直してすきま量を減らす
2. 流体の圧力値を下げる
3. Oリングの素材硬さを上げる
4. バックアップリングを併用する

### バックアップリング
はみ出し対策として、前述4番目で挙げられた「バックアップリング」の装着がある。バックアップリングは、断面が薄い長方形の環型の部品で、Oリングと溝の壁の間に取り付けて使用される。一方向からのみ圧力がかかる場合は圧力と逆側に装着し、両方向から圧力がかかる場合は両側に装着する。バックアップリングの材料には、皮革、テフロン、金属などが使われる。断面長方形の環型であることは共通だが、形状にはいくつかの種類があり、JIS B 2401-4ではスパイラル、バイアスカット、エンドレスの3種類を規定している。

## 類似シール
使われ方はほぼ同じだが、断面が円形（O）ではない類似の環型シールも存在する。往復運動用の改良のために設計されたDリング、Xリング、Tリングなどがある。金属製のものとして、中空Oリングの他、Cリング、Eリング、Uリングなどもある。

## 歴史

### クリステンセンによる発明と普及
Oリングの使用の記録は18世紀頃から残っている。18世紀中頃には、鉄製のOリングが蒸気エンジンのシリンダーのために使用されていた。1896年にはスウェーデンでOリングの特許が取られている。また、トーマス・エジソンの1882年の電球の特許では、水銀を密閉するためにゴム製環型部品が用いられている。
今日のようなOリングの使い方は、発明家のニールス・クリステンセン(Niels Christensen)により確立された。1937年に改良型のOリングの特許がクリステンセンにより取られている。初期のOリングの使われ方では、今日のような短い長方形の溝にOリングを設置する工夫がされておらず、Oリングが前後に動いてしまい、効率的なものではなかった。短い長方形の溝にOリングを収める使い方は、クリステンセンの研究によるものである。1940年代初頭には、アメリカ空軍の油圧系統のシール方法としてOリングが標準化される。この標準化とニトリルゴムの発明により、Oリングは急激に発展を遂げて普及した。

### チャレンジャー号爆発事故

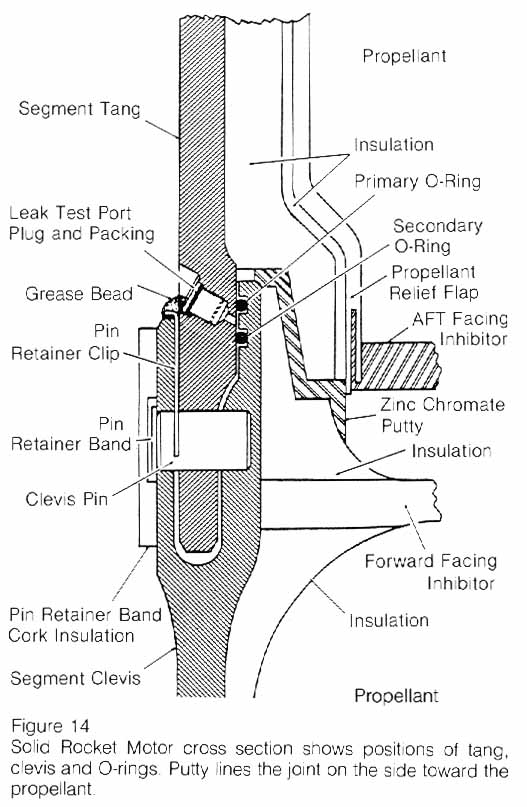
チャレンジャー号スペースシャトル固体燃料補助ロケットでのOリングの使用状況を示す図

Oリングが直接の原因となった歴史的な事故として、1986年1月28日のチャレンジャー号爆発事故が挙げられる。スペースシャトル・チャレンジャー号の爆発事故は、固体ロケットブースターの円筒状部材間に装着されたモートン・チオコール社製Oリングのシール性能が、設計時の想定を超える外気温低下により失われたことが直接的な原因であったとされる。
事故後には、Oリング取付部周辺の設計に対して次のような変更が施され、事故原因への改善が図られた。
- 継ぎ目構造を変更して、Oリングの隙間が最少となるようにした。
- 事故時の設計では2つのOリングが使用されていたが、上記の構造変更に合わせて生まれた箇所に、3つ目のOリングを追加した。
- ヒータを取り付け、Oリングの温度が24℃未満とならないようにした。

## 規格
国際規格（ISO）、米国自動車技術者協会規格（SAE）、日本工業規格（JIS）、日本自動車技術会規格（JASO）などで、Oリングの形状や材料、溝形状などに関する規格が整備されている。
- ISO 3601-1 (2012) - O-rings -- Part 1: Inside diameters, cross-sections, tolerances and designation codes
- ISO 3601-2 (2008) - O-rings -- Part 2: Housing dimensions for general applications
- ISO 3601-3 (2005) - O-rings -- Part 3: Quality acceptance criteria
- ISO 3601-4 (2008) - O-rings -- Part 4: Anti-extrusion rings (back-up rings)
- ISO 3601-5 (2008) - O-rings -- Part 5: Specification of elastomeric materials for industrial applications
- SAE AS568D (2014) - Aerospace Size Standard for O-rings
- JIS B2401-1 (2012) - Oリング－第1部：Oリング
- JIS B2401-2 (2012) - Oリング－第2部：ハウジングの形状・寸法
- JIS B2401-3 (2012) - Oリング－第3部：外観品質基準
- JIS B2401-4 (2012) - Oリング－第4部：バックアップリング
- JIS B2410 (2005) - Oリング－ゴム材料の選定指針
- JASO F404 (1996) - 自動車用Oリング